# Équipe de Tunisie de volley-ball en 2010
L'équipe de Tunisie de volley-ball entame sa préparation pour le Championnat du monde 2010 par la coupe du président du Kazakhstan qu'elle termine quatrième comme l'année dernière. Trois semaines après, elle dispute une série de matchs amicaux face à son sparring-partner habituel de la Grande-Bretagne. À mi-août, les hommes du nouvel entraîneur Fethi Mkaouar s'envolent pour le Japon pour disputer le premier tour de qualification à la Ligue mondiale 2011. L'équipe échoue en deux matchs contre les locaux et quitte les éliminatoires. Quelques jours après, elle met le cap sur l'Argentine pour participer à deux tournois triangulaires regroupant aussi l'Australie et l'Argentine. Après quelques jours de repos, l'équipe s'envole pour une tournée européenne avec six matches au programme contre la République tchèque et l'Autriche. Au Championnat du monde en Italie, l'équipe perd ses deux premiers matchs contre les deux futurs finalistes: le Cuba et le Brésil. Le 27 septembre, elle joue sa qualification face à l'Espagne lors de la dernière journée du premier tour. Les espagnols l'emportent 3-1 après un match serré. En octobre, l'équipe tunisienne termine en 3e position au tournoi international de Rashed et 15e au tournoi de la ligue française.

## Les matchs des Seniors
| Date              | Lieu                                     | Adversaire               | Score                               | Durée  | Compétition | Meilleur marqueur | Référence |
| 6 juillet 2010    | Baluan Sholak Sports Palace Almaty       | Iran                     | 0-3 (20-25 21-25 18-25)             | 1 h 14 | CPKPT       | Hichem Kaâbi (13) | vu.ru AVC |
| 7 juillet 2010    | Baluan Sholak Sports Palace Almaty       | Lokomotiv-Izoumroud      | 0-3 (23-25 12-25 23-25)             | 1 h 7  | CPKPT       | Hichem Kaâbi (14) | AVC       |
| 8 juillet 2010    | Baluan Sholak Sports Palace Almaty       | Kazakhstan               | 3-2 (19-25 26-24 19-25 25-22 15-12) | 1 h 55 | CPKPT       | Hichem Kaâbi (24) | AVC       |
| 10 juillet 2010   | Baluan Sholak Sports Palace Almaty       | Kazakhstan B             | 3-0 (27-25 34-32 25-19)             | 1 h 21 | CPKPT       | Hichem Kaâbi (27) | AVC       |
| 11 juillet 2010   | Baluan Sholak Sports Palace Almaty       | Kazakhstan               | 0-3 (19-25 25-27 21-25)             | -      | CPK3e       | -                 | vu.ru     |
| 2 août 2010       | Salle olympique de Sousse Sousse         | Grande-Bretagne          | 3-0 (25-20 25-23 25-23)             | -      | A           | -                 | BV        |
| 3 août 2010       | Salle omnisports de Msaken M'saken       | Grande-Bretagne          | 0-4 (24-26 22-25 23-25 16-25)       | -      | A           | -                 | BV        |
| 6 août 2010       | Salle omnisports de Msaken M'saken       | Grande-Bretagne          | 0-3 (24-26 30-32 19-25)             | -      | A           | -                 | BV        |
| 7 août 2010       | Salle omnisports de Msaken M'saken       | Grande-Bretagne          | 4-0 (25-23 25-16 25-18 25-20)       | -      | A           | -                 | BV        |
| 17 août 2010      | White Ring Nagano                        | Japon                    | 0-3 (20-25 13-25 21-25)             | 1 h 21 | TQLMPT      | Hichem Kaâbi (13) | FIVB      |
| 18 août 2010      | White Ring Nagano                        | Japon                    | 0-3 (17-25 16-25 21-25)             | 1 h 16 | TQLMPT      | Hichem Kaâbi (13) | FIVB      |
| 24 août 2010      | Bolívar                                  | Australie                | 0-3 (14-25 16-25 20-25)             | -      | A           | -                 | FEVA AVF  |
| 25 août 2010      | Bolívar                                  | Argentine                | 1-3 (16-25 25-22 16-25 18-25)       | -      | A           | -                 | FEVA      |
| 27 août 2010      | Tandil                                   | Australie                | 2-3 (22-25 25-23 25-21 22-25 12-15) | -      | A           | -                 | AVF       |
| 28 août 2010      | Tandil                                   | Argentine                | 0-3 (17-25 13-25 19-25)             | -      | A           | Hichem Kaâbi (9)  | FEVA      |
| 8 septembre 2010  | Salle de sport Stadionu 375 Odolena Voda | Tchéquie                 | 2-3 (13-25 25-20 19-25 25-19 05-15) | -      | A           | -                 | CVF       |
| 9 septembre 2010  | Benátky nad Jizerou                      | Tchéquie                 | 0-3 (14-25 17-25 22-25)             | 1 h 16 | A           | -                 | CVF       |
| 10 septembre 2010 | Salle de sport Stadionu 375 Odolena Voda | Tchéquie                 | 0-3 (16-25 19-25 17-25)             | -      | A           | -                 | CVF       |
| 13 septembre 2010 | Steinbrunn                               | Autriche                 | 0-3 (20-25 18-25 24-26)             | -      | A           | -                 | ÖVV       |
| 14 septembre 2010 | Vienne                                   | Autriche                 | 3-2 (25-21 21-25 25-21 20-25 15-13) | 2 h 3  | A           | -                 | ÖVV       |
| 15 septembre 2010 | Steinbrunn                               | Autriche                 | 3-1 (25-16 19-25 25-12 25-21)       | 1 h 30 | A           | -                 | ÖVV       |
| 25 septembre 2010 | PalaOlimpia Vérone                       | Brésil                   | 0-3 (14-25 21-25 14-25)             | 1 h 10 | CHMPT       | Hichem Kaâbi (13) | FIVB      |
| 26 septembre 2010 | PalaOlimpia Vérone                       | Cuba                     | 0-3 (18-25 15-25 15-25)             | 1 h 8  | CHMPT       | Hichem Kaâbi (11) | FIVB      |
| 27 septembre 2010 | PalaOlimpia Vérone                       | Espagne                  | 1-3 (23-25 22-25 27-25 23-25)       | 1 h 56 | CHMPT       | Hichem Kaâbi (26) | FIVB      |
| 8 octobre 2010    | Nadi Al-Shabab Hall Dubai                | Iran                     | 0-3 (17-25 21-25 18-25)             | -      | TR          | -                 | kora      |
| 9 octobre 2010    | Nadi Al-Shabab Hall Dubai                | Pakistan                 | 3-2 (19-25 25-23 26-24 21-25 15-07) | -      | TR          | -                 | kora      |
| 10 octobre 2010   | Nadi Al-Shabab Hall Dubai                | Émirats arabes unis      | 3-0 (26-24 25-13 25-13)             | -      | TR          | -                 | kora      |
| 12 octobre 2010   | Nadi Al-Shabab Hall Dubai                | Liban                    | 3-0 (25-19 25-22 25-18)             | -      | TR          | -                 | kora      |
| 13 octobre 2010   | Nadi Al-Shabab Hall Dubai                | Inde                     | 1-3 (23-25 25-21 23-25 17-25)       | -      | TR          | -                 | kora      |
| 22 octobre 2010   | Centre municipal des sports Tours        | Tours Volley-Ball        | 0-3 (16-25 23-25 12-15)             | -      | TLF1/8      | -                 |           |
| 22 octobre 2010   | Centre municipal des sports Tours        | Spacer's Toulouse Volley | 0-3 (24-26 11-25 10-15)             | -      | TLFMdc      | -                 |           |
| 23 octobre 2010   | Centre municipal des sports Tours        | Arago de Sète            | 0-3 (12-25 22-25 23-25)             | -      | TLFMdc      | -                 |           |
| 24 octobre 2010   | Centre municipal des sports Tours        | Algérie                  | 2-0 (25-18 25-14)                   | -      | TLFMdc      | -                 |           |

A : match amical.
CPK: match du Coupe du président du Kazakhstan.
CHM : match du Championnat du monde 2010.
TQLM : match du 1er tour qualficatif à la Ligue mondiale 2011.

TR: match du Tournoi international de Rashed.
TLF: match du Tournoi de la ligue française 2010
PTPremier tour
3eMatch pour la 3e place
1/8Huitièmes de finale
MdcMatch de classement (9 à 16)

## Les Sélections

### Sélection pour lesÉliminatoires de la Ligue mondiale 2011
| No                                     | Nom                                    | Date de naissance                      | Taille | Poids | Poste                        | Club                         |
| -------------------------------------- | -------------------------------------- | -------------------------------------- | ------ | ----- | ---------------------------- | ---------------------------- |
| 1                                      | Niaz Sallem                            | 10 mai 1988                            | 181    | 78    | Réceptionneur-attaquant      | Club sfaxien                 |
| 2                                      | Ahmed Kadhi                            | 19 avril 1989                          | 198    | 97    | Central                      | CO Kélibia                   |
| 3                                      | Saifeddine El Majid                    | 10 septembre 1984                      | 197    | 91    | Passeur                      | CO Kélibia                   |
| 7                                      | Elyes Karamosli                        | 22 août 1989                           | 194    | 83    | Réceptionneur-attaquant      | Espérance de Tunis           |
| 8                                      | Mohamed Ben Slimen                     | 19 novembre 1981                       | 187    | 73    | Passeur                      | Étoile du Sahel              |
| 10                                     | Hamza Nagga                            | 29 mai 1990                            | 196    | 84    | Attaquant                    | Tunis Air Club               |
| 11                                     | Ismail Moalla                          | 30 janvier 1990                        | 195    | 81    | Réceptionneur-attaquant      | Club sfaxien                 |
| 12                                     | Anouer Taouerghi                       | 17 août 1983                           | 178    | 76    | Libero                       | Club sfaxien                 |
| 13                                     | Haykel Jerbi                           | 4 avril 1988                           | 199    | 81    | Passeur                      | Aigle sportif d'El Haouaria  |
| 16                                     | Hichem Kaâbi                           | 13 septembre 1986                      | 194    | 82    | Attaquant                    | Espérance de Tunis           |
| 18                                     | Aymen Karoui                           | 7 avril 1989                           | 194    | 89    | Central                      | Saydia Sports                |
| 18                                     | Nabil Miladi                           | 28 février 1988                        | 197    | 86    | Attaquant                    | Espérance de Tunis           |
|                                        |                                        |                                        |        |       |                              |                              |
| Encadrement technique                  | Encadrement technique                  |                                        |        |       | Légende                      | Légende                      |
| Entraîneur : Fethi Mkaouar             | Entraîneur : Fethi Mkaouar             | Entraîneur : Fethi Mkaouar             |        |       | : Capitaine                  | : Capitaine                  |
| Entraîneur(s) adjoint(s) : Hedi Karray | Entraîneur(s) adjoint(s) : Hedi Karray | Entraîneur(s) adjoint(s) : Hedi Karray |        |       | : Joueur blessé actuellement | : Joueur blessé actuellement |

### Sélection pour leChampionnat du monde 2010
| No                                     | Nom                                    | Date de naissance                      | Taille | Poids | Poste                        | Club                         |
| -------------------------------------- | -------------------------------------- | -------------------------------------- | ------ | ----- | ---------------------------- | ---------------------------- |
| 1                                      | Niaz Sallem                            | 10 mai 1988                            | 181    | 78    | Réceptionneur-attaquant      | Club sfaxien                 |
| 2                                      | Ahmed Kadhi                            | 19 avril 1989                          | 198    | 97    | Central                      | CO Kélibia                   |
| 4                                      | Marouen Garci                          | 21 mars 1988                           | 194    | 73    | Attaquant                    | Étoile du Sahel              |
| 8                                      | Mohamed Ben Slimen                     | 19 novembre 1981                       | 187    | 73    | Passeur                      | Étoile du Sahel              |
| 10                                     | Hamza Nagga                            | 29 mai 1990                            | 196    | 84    | Attaquant                    | Tunis Air Club               |
| 11                                     | Ismail Moalla                          | 30 janvier 1990                        | 195    | 81    | Réceptionneur-attaquant      | Club sfaxien                 |
| 12                                     | Anouer Taouerghi                       | 17 août 1983                           | 178    | 76    | Libero                       | Club sfaxien                 |
| 13                                     | Haykel Jerbi                           | 4 avril 1988                           | 199    | 81    | Passeur                      | Aigle sportif d'El Haouaria  |
| 15                                     | Amen Allah Hmissi                      | 6 avril 1988                           | 180    | 78    | Réceptionneur-attaquant      | Étoile du Sahel              |
| 16                                     | Hichem Kaâbi                           | 13 septembre 1986                      | 194    | 82    | Attaquant                    | Espérance de Tunis           |
| 18                                     | Aymen Karoui                           | 7 avril 1989                           | 194    | 89    | Central                      | Saydia Sports                |
| 18                                     | Nabil Miladi                           | 28 février 1988                        | 197    | 86    | Attaquant                    | Espérance de Tunis           |
|                                        |                                        |                                        |        |       |                              |                              |
| Encadrement technique                  | Encadrement technique                  |                                        |        |       | Légende                      | Légende                      |
| Entraîneur : Fethi Mkaouar             | Entraîneur : Fethi Mkaouar             | Entraîneur : Fethi Mkaouar             |        |       | : Capitaine                  | : Capitaine                  |
| Entraîneur(s) adjoint(s) : Hedi Karray | Entraîneur(s) adjoint(s) : Hedi Karray | Entraîneur(s) adjoint(s) : Hedi Karray |        |       | : Joueur blessé actuellement | : Joueur blessé actuellement |
| Manager général : Mounir Ben Slimane   |                                        |                                        |        |       |                              |                              |

## Équipe des moins 21 ans

### Les matchs
| Date            | Lieu                         | Adversaire     | Score                               | Durée  | Compétition | Meilleur marqueur | Référence |
| 27 juillet 2010 | Salle Aïssa-Ben Nasr Kélibia | Tunisie U19    | 3-2 (24-26 22-25 25-15 25-21 15-10) | -      | TK          | -                 |           |
| 28 juillet 2010 | Salle Aïssa-Ben Nasr Kélibia | Bulgarie U19   | 3-0 (25-23 25-10 25-23)             | -      | TK          | -                 |           |
| 28 juillet 2010 | Salle Aïssa-Ben Nasr Kélibia | Tunisie B      | 3-1 (25-21 25-21 15-25 25-13)       | -      | TK          | -                 |           |
| 29 juillet 2010 | Salle Aïssa-Ben Nasr Kélibia | Inde           | 3-0                                 | -      | TK          | -                 |           |
| 30 juillet 2010 | Salle Aïssa-Ben Nasr Kélibia | Inde           | 3-2 (28-26 25-14 23-25 24-26 15-08) | -      | TK          | -                 |           |
| 30 juillet 2010 | Salle Aïssa-Ben Nasr Kélibia | Tunisie B      | 0-3 (18-25 18-25 21-25)             | -      | TK          | -                 | keli.     |
| 19 août 2010    | Ankara                       | Turquie        | 1-3                                 | -      | A           | -                 |           |
| 20 août 2010    | Ankara                       | Turquie        | 3-1 (25-23 16-25 25-17 25-17)       | -      | A           | -                 | TVF       |
| 21 août 2010    | Ankara                       | Turquie        | 1-3                                 | -      | A           | -                 |           |
| 2 octobre 2010  | Misrata Sports Hall Misrata  | Côte d'Ivoire  | 3-0 (25-04 25-10 25-03)             | 0 h 49 | CHANPT      | -                 | peru.     |
| 3 octobre 2010  | Misrata Sports Hall Misrata  | Afrique du Sud | 3-0 (25-08 25-06 25-18)             | 0 h 57 | CHANPT      | -                 | CAVB      |
| 4 octobre 2010  | Misrata Sports Hall Misrata  | Égypte         | 3-0 (25-17 25-22 25-23)             | 1 h 14 | CHANPT      | -                 | CAVB      |
| 6 octobre 2010  | Misrata Sports Hall Misrata  | Maroc          | 3-2 (23-25 25-18 25-20 18-25 15-13) | 1 h 50 | CHANDF      | -                 | CAVB      |
| 9 octobre 2010  | Misrata Sports Hall Misrata  | Égypte         | 3-2 (25-16 22-25 25-27 25-20 15-13) | 1 h 50 | CHANF       | -                 | FIVB      |

A : match amical.
TK : match du tournoi de Kélibia.
CHAN : match du Championnat d'Afrique des moins de 21 ans 2010
PTPremier tour
DFDemi-finales
FFinale

### Sélection pour leChampionnat d'Afrique des moins de 21 ans2010
Bahri Ben Messaoud, Mahdi Sammoud, Oucema Mrika, Ibrahim Besbes, Racem Siala, Saddem Ben Daoued, Mohamed Ali Ben Othmen Miladi, Saddem Hmissi, Mohamed Arbi Ben Abdallah, Omar Agrebi, Mohamed Ayech, Hatem Obba. Entraîneur : Mounir Gara

## Équipe des moins 19 ans

### Les matchs
| Date              | Lieu                                         | Adversaire     | Score                               | Durée | Compétition | Meilleur marqueur | Référence |
| 27 juillet 2010   | Salle Aïssa-Ben Nasr Kélibia                 | Tunisie U21    | 2-3 (26-24 25-22 15-25 21-25 10-15) | -     | TK          | -                 |           |
| 28 juillet 2010   | Salle Aïssa-Ben Nasr Kélibia                 | Inde U21       | 1-3                                 | -     | TK          | -                 |           |
| 29 juillet 2010   | Salle Aïssa-Ben Nasr Kélibia                 | Bulgarie       | 1-3                                 | -     | TK          | -                 |           |
| 29 juillet 2010   | Salle Aïssa-Ben Nasr Kélibia                 | Tunisie B      | 1-3                                 | -     | TK          | -                 |           |
| 17 août 2010      | Casablanca                                   | Maroc          | 2-3                                 | -     | A           | -                 |           |
| 18 août 2010      | Casablanca                                   | Égypte         | 3-1                                 | -     | A           | -                 |           |
| 19 août 2010      | Casablanca                                   | Maroc          | 3-0                                 | -     | A           | -                 |           |
| 13 septembre 2010 | Western Cape Sport School Kuils River Le Cap | Algérie        | 3-0 (25-16 25-11 25-07)             | -     | CHAN        | -                 | road.     |
| 14 septembre 2010 | Western Cape Sport School Kuils River Le Cap | Afrique du Sud | 3-0 (25-17 25-10 25-17)             | -     | CHAN        | -                 | FIVB      |
| 15 septembre 2010 | Western Cape Sport School Kuils River Le Cap | Égypte         | 3-0 (25-23 25-22 25-23)             | -     | CHAN        | -                 | CAVB      |
| 17 septembre 2010 | Western Cape Sport School Kuils River Le Cap | Maroc          | 3-2 (25-13 24-26 25-21 15-25 15-10) | -     | CHAN        | -                 | CAVB      |
| 27 décembre 2010  | Polideportivo San José Guadalajara           | Grèce          | 1-3 (19-25 25-20 18-25 12-25)       | -     | TNPT        | -                 | RFEVB     |
| 27 décembre 2010  | Polideportivo San José Guadalajara           | Portugal       | 3-0 (26-24 25-19 25-15)             | -     | TNPT        | -                 | RFEVB     |
| 28 décembre 2010  | Polideportivo San José Guadalajara           | Espagne        | 0-3 (15-25 15-25 10-25)             | -     | TNPT        | -                 | RFEVB     |
| 28 décembre 2010  | Polideportivo San José Guadalajara           | Espagne B      | 3-0 (25-22 25-23 25-22)             | -     | TNPT        | -                 | RFEVB     |
| 29 décembre 2010  | Polideportivo San José Guadalajara           | Espagne B      | 3-0 (25-19 25-20 25-15)             | -     | TN3e        | -                 | RFEVB     |

A: match amical.
TK : match du tournoi de Kélibia.
TN : match du tournoi international de Navidad.
CHAN : match du Championnat d'Afrique des moins de 19 ans 2010
PTPremier tour
3eMatch pour la 3e place

### Sélection pour leChampionnat d'Afrique des moins de 19 ans2010
Mohamed Amine Hatira, Bilel Boughattas, Rami Wasli, Khaled Ben Slimane, Oucema Mrika, Mohamed Brahem, Adam Oueslati, Elyes Garfi, Malek Chekir, Atef Belkahla, Karim Messelmeni, Achref Naceur, Montassar Ben Brahem. Entraîneur : Hichem Ben Romdhane